# داغيتسا
داغيتسا هي قرية تقع في إقليم ياش في رومانيا وبلغ عدد سكانها 4,891 نسمة في عام 2007م وتبلغ مساحة القرية 34 كم مربع. تبعد القرية 86 كم عن مدينة ياش.

## السكان
بلغ عدد سكان القرية 4,891 نسمة في عام 2007م ذات كثافة سكانية 122 نسمة/كم مربع.

## الاقتصاد
يعتمد اقتصاد القرية بشكل عام على الزراعة: زراعة القمح والعنب.